# TOP 09
TOP09（チェコ語: Tradice Odpovědnost Prosperita 09、日本語: 伝統・責任・繁栄 09）は、チェコ共和国の政党。財政保守主義、親欧州主義ならびに自由保守主義を理念とし、欧州連合と自由市場を支持している。党首はマルケータ・ペカロヴァー・アダモヴァー。2021年現在、下院で14議席を有する。

## 略歴
2009年6月11日に、自由市場賛否を巡りキリスト教民主同盟＝チェコスロバキア人民党を離党したミロスラフ・カロウセクによって結成された。初代党首には、2009年5月まで外務大臣を務めたカレル・シュヴァルツェンベルクが就任した。2010年チェコ議会下院選挙では16.70パーセントの票を獲得し、右派政党として市民民主党に次ぐ2位につけた。選挙後は市民民主党および公共と連立内閣を発足させ、外務大臣のシュヴァルツェンベルク、財務大臣のカロウセク、労働社会大臣のリュドミラ・ミュルレロヴァー、厚生労働大臣のレオシュ・ヘゲル、文化大臣のアレナ・ハナーコヴァーの計5人の閣僚を送り込んだ。 2010年9月には欧州人民党への参加表明し、シュヴァルツェンベルクが9月15日および12月16日に開かれた2つの欧州人民党サミットに参加した。2011年2月10日に、欧州人民党に正式に参加を認めた。2012年2月には、欧州議会議員のヤン・ブジェジナがキリスト教民主同盟＝チェコスロバキア人民党から合流した。
2013年10月25日から26日の下院議員選挙では得票率12%で26議席を得るにとどまり、野党に下った。しかし、2014年5月24日から25日の欧州議会議員選挙では得票率で2位につけ、4名が当選を果たした。
中道右派の市民民主党、キリスト教民主同盟＝チェコスロバキア人民党との3党で政党連合を組み、SPOLUとして臨んだ2021年10月の下院選挙では合計で71議席を獲得し、与党・ANO 2011の72議席には1議席だけ及ばなかったものの、同じく野党連合の海賊と市長の37議席を合わせて過半数を制したため、政権交代を実現させることとなった。